# Kozani (Regionalbezirk)
Der Regionalbezirk Kozani (griechisch Περιφερειακή Ενότητα Κοζάνης Periferiakí Enótita Kozánis) ist der größte der vier Regionalbezirke der griechischen Region Westmakedonien. Sein Hauptort Kozani ist gleichzeitig die Hauptstadt der Region.
Bis 2010 war Kozani eine der griechischen Präfekturen. Mit der Kallikratis-Reform wurden die Kompetenzen der Präfektur an die Region und die durch Zusammenlegung stark reduzierten Gemeinden übertragen. Der Regionalbezirk Kozani entsendet 19 Abgeordnete in den 35-köpfigen westmakedonischen Regionalrat und besetzt damit die Mehrheit der Mandate, hat darüber hinaus aber keine politische Bedeutung. Er umfasst die Gemeinden Eordea, Kozani, Servia-Velvendo und Voio.
Landschaftlich gesehen ist die Region gebirgig und zeichnet sich durch Kontinentalklima aus mit kalten Wintern und heißen Sommern aus. Es herrschen große Temperaturschwankungen zwischen Winter und Sommer, und im Winter lassen Minusgrade sogar Seen zufrieren.

## Folklore
In der Region Kozani ist der Neujahrsbrauch Momoeria bekannt. Zu Ehren des Gottes Momos (Gott des Spotts und der Satire) ziehen die Momoeria-Tanzgruppen in den zehn Tagen um Neujahr von Dorf zu Dorf und führen, kostümiert als Götter und Soldaten Alexanders des Großen, satirische Spiele auf, um Wohlstand, gute Ernten und Gesundheit zu erbitten. Sie werden von Gajdas (Sackpfeifen) begleitet, während das Publikum sie mit Zurufen anfeuert. Häufig gehen diese Vorstellungen in ausgelassene Feste über, die bis in den Morgen dauern. Momoeria wurde 2016 in die UNESCO-Liste des immateriellen Kulturerbes der Menschheit aufgenommen.